# Базис (геодезія)
Ба́зис у геодезії, або Ба́зис геодези́чний — лінія, яка складається із закріплених на місцевості точок, що утворюють відрізок, довжину якого відомо з заданою точністю. 
Базис призначено для перевірки, випробовувань, метрологічної атестації та дослідження віддалемірних приладів. Базиси класифікують за точністю, діапазоном вимірювань та призначенням. Наприклад, для геодезичних засобів вимірювань довжин, базиси характеризуються розрядністю, наведеною у таблиці.
| Розряд базису | Точність   | Діапазон вимірювання, км | Призначення                                                          |
| ------------- | ---------- | ------------------------ | -------------------------------------------------------------------- |
| 0             | 1-3×10−7   | 0,1-1                    | Робочий еталон                                                       |
| 1             | 3-5×10−7   | 1-20                     | Атестація високоточних віддалемірів                                  |
| 2             | 1-1,5×10−6 | 1-20                     | Атестація геодезичних та топографічних електромагнітних віддалемірів |
| 3             | 3-4×10−6   | 2-5                      | Перевірка радіовіддалемірів та окремих типів світловіддалемірів      |
| 4             | 2-3×10−5   | 0,3-1                    | Перевірка віддалемірів геометричного та механічного типів            |

Базисом також називають виміряну сторону мережі тріангуляції І-го чи ІІ-го класу, яку вважають початковою під час побудови геодезичних мереж. Так, наприклад, сторона тріангуляції І класу повинна мати довжину не менше 6 км і має бути виміряна з відносною похибкою не більше 1:1 500 000. Зі сторонами геодезичної мережі геодезичний базис пов'язано за допомогою базисної мережі. У сучасній практиці замість виміру геодезичного базису і побудови базисної мережі звичайно застосовують безпосереднє вимірювання довжини сторони мережі, яку називають базисною стороною.